# Chemillé-Melay
Chemillé-Melay é uma ex-comuna francesa na região administrativa da Pays de la Loire, no departamento de Maine-et-Loire. Estendeu-se por uma área de 71,90 km². Em 2010 a comuna tinha 21 583 habitantes (densidade: 300,2 hab./km²).
A municipalidade foi estabelecida em 2013 e consiste na fusão das antigas comunas de Chemillé e Melay. Em 15 de dezembro de 2015 foi fundida com as comunas de Chanzeaux, La Chapelle-Rousselin, Cossé-d'Anjou, La Jumellière, Neuvy-en-Mauges, Sainte-Christine, Saint-Georges-des-Gardes, Saint-Lézin, La Salle-de-Vihiers, La Tourlandry e Valanjou para a criação da nova comuna de Chemillé-en-Anjou.